# پوبلیوس والریوس پوبلیکولا
پوبلیوس والریوس پوبلیکولا (به لاتین: Publius Valerius Publicola) (در گذشته در ۵۰۳ پیش از میلاد) سومین کنسول روم و از بنیان‌گذاران جمهوری روم بود. پس از تجاوز سکستوس تارکوئینیوس به لوکرتیا در ۵۰۹ قبل از میلاد، او به‌همراه لوکیوس یونیوس بروتوس در شورش شرکت داشت و پادشاهی روم را برانداخت و جمهوری را تأسیس کرد. او در دوران کنسولی‌اش چنان خدمات ارزنده‌ای به جمهوری نوپا و حفظ آن کرد که ملقب به پوپلیکولا به‌معنی «دوست ملت» شد.
پوبلیکولا از طرفداران سرسخت حکومت مردمی بود و پلوتارک او را «ناجی جمهوری» نامیده و بخشی از کتابش زندگی یونانیان و رومیان شریف را به او اختصاص داده‌است. پوبلیوس نام مستعار الکساندر همیلتون و جیمز مدیسون و جان جی، نویسندگان مجموعه مقالات فدرالیست، نیز بود که از برقراری یک جمهوری نیرومند در ایالات تازه به استقلال رسیده آمریکا حمایت و مردم نیویورک را به موافقت با قانون اساسی پیشنهادی کنفدراسیون فرا می‌خواند.

## دوران پادشاهی

### براندازی نظام پادشاهی
در ۵۰۹ ق. م، در زمان سلطنت هفتمین و آخرین پادشاه روم، لوکیوس تارکوئینیوس متکبر، پسر پادشاه به‌نام سکستوس تارکوئینیوس در کولاتیا مهمان یکی از خویشانش به‌نام لوکیوس تارکوئینیوس کولاتینوس بود. او لوکرتیا، زنِ کولاتینوس، را در این مهمانی دید و فریفته‌اش شد. چند روز پس از آن مهمانی، وقتی کولاتینوس در خانه نبود، سکستوس مخفیانه به خانهٔ او رفت و از آن زن عفیف و زیبا خواست به زنا رضایت دهد. چون زن مخالفت کرد، سکستوس شمشیر کشید و او را به تجاوز تهدید کرد، اما زن به‌قیمت جانش نیز تسلیم بدکاری نشد. پس سکستوس او را تهدید به آبروریزی، به‌عنوان آخرین حربه، کرد و گفت که وقتی او را کشت، جنازهٔ لختِ یک غلام را کنارش قرار می‌دهد تا همه بگویند که لوکرتیا در جریان یک زنا، آن هم با یک غلام، کشته شده‌است. لوکرتیا می‌دید که نه‌تنها جان که آبرویش نیز در خطر است، پس به‌ناچار به زنا رضایت داد. لوکرتیا، که بسیار افسرده شده بود، پیکی به شوهرش کولاتینوس و به پدرش لوکرتیوس فرستاد و از آنان خواست که باشتاب به کولاتیا بیایند، و البته هرکدام یک مرد صمیمی و قابل‌اعتماد با خودش بیاورد. پس آن دو لوکیوس یونیوس بروتوس و پوبلیوس والریوس را برگزیدند و با هم، چهار نفری، به کولاتیا تاختند و به منزل لوکرتیا درآمدند. آنجا، لوکرتیا ماجرای تجاوز پسر پادشاه را برایشان شرح داد و از آنان خواست قسم بخورند که اگر مرد هستند، انتقام او را از سکستوس بِکشند. پس چون آن چهار مرد سوگند انتقام‌گیری خوردند و لوکرتیا خیالش بابت انتقام‌گیری راحت شد، خنجری را که زیر جامه‌اش پنهان کرده بود در قلبش فروکرد و خود را کشت تا ثابت کند که فقط به‌خاطر حفظ آبرویش مجبور به تن دادن به رابطه با سکستوس شده بود، و گرنه به‌هیچ‌روی راضی به رابطه نبوده‌است.
در حالی‌که همسر و پدرِ لوکرتیا مشغول شیون و زاری بودند، بروتوس خنجر را از قلب لوکرتیا درآورده جلوی خود گرفت و به خون زن قسم خورد که انتقامش را می‌کشد و اجازه نمی‌دهد زین‌پس خاندان تارکوئینیان یا هر خاندان دیگری بر روم حکومت کند؛ و آن سه تن را گفت که به‌جای گریستن بر مرگ زن دست‌به‌کار شوند. پس این چهار مرد جنازهٔ لوکرتیا را برداشته تا میدان مرکزی شهر کولاتیا بردند و در معرض دید عموم گذاشتند و هریک از ددمنشی و گستاخی خاندان شاه دادوناله سرداد و کمک خواست. خاصه، بروتوس از آنان خواست که به‌جای گریستن بر جنازهٔ زن دست به شمشیر ببرند و خاندان فاسد شاه را خلع کنند. پس عدهٔ زیادی از جوانان داوطلب شده سپاهی تشکیل داده به‌سوی روم راه افتادند. از قضا، سپاه روم و پادشاهش چند کیلومتر دورتر مشغول محاصرهٔ شهر آردئا بودند و از شورش اهالی کولاتیا و حرکتشان به‌سوی روم خبر نداشتند. وقتی سپاه داوطلب کولاتیا به روم درآمد، چون مردم روم دیدند که بروتوس و والریوس و لوکرتیوس ــ سه تن از اشراف شهرشان ــ در خط مقدم آن سپاه می‌آیند، تعجب کردند. بروتوس رومیان را به میدان مرکزی فراخواند و همان نطقی که برای اهالی کولاتیا ایراد کرده بود را برای رومیان هم کرد و از آنان خواست رأی به خلع قدرت لوکیوس تارکوئینیوس متکبر و کل خاندان تارکوئینیان بدهند. رومیان نیز پذیرفتند و با همسر و پدر لوکرتیا همدردی کرده رأی به خلع قدرت تارکوئینیوس ــ که با پسرانش در آردئا بود ــ دادند. وقتی این اخبار انقلابی به تارکوئینیوس رسید، او دستپاچه و هراسان با گارد وفادارش به‌سوی روم به‌راه افتاد تا شورش را بخواباند. اما دروازه‌های روم را به رویش بستند و حکم تبعیدش را قرائت کردند و اکثریت سپاهش، که در اردوگاه آردئا مانده بود، نیز با انقلابیان همدلی کرده به شاه پشت کرد، و او مجبور شد با پسرانش به کائره، از دولت‌شهرهای اتروسکان و واقع در شمال روم، پناهنده شود. بدین‌سان، دوران پادشاهی روم (۷۵۳ تا ۵۰۹ ق. م) به‌پایان رسید و جمهوری روم تأسیس شد و لوکیوس یونیوس بروتوس (انتقامجوی لوکرتیا و بانی جمهوری) و لوکیوس تارکوئینیوس کولاتینوس (شوهر لوکرتیا) به کنسولی نصب شدند.

## عصر جمهوری روم
در ۵۰۹ ق. م، با استعفای لوکیوس تارکوئینیوس کولاتینوس از کنسولی، پوبلیکولا به‌عنوان کنسول و همکار بروتوس نصب شد.

#### نخستین جنگ با سلطنت‌طلبان (۵۰۹ ق. م)
در همان نخستین سال تأسیس جمهوری، پادشاه مخلوع، تارکوئینیوس متکبر، به اتروریا (ناحیه‌ای در شمال روم) رفت و با سران دولت‌شهرهای ویئی و تارکوئینیئی مذاکره کرد تا با روم جنگ کنند. آن دو دولت‌شهر نیز پذیرفتند و با دو سپاه روانهٔ جنگ با رومیان شدند. در جنگی که روی داد رومیان پیروز شدند اما کنسول بروتوس، پدر جمهوری، کشته شد. والریوس مراسم تدفین باشکوهی برای او ترتیب داد. سپس توده‌ها، که بسیار روی آزادی‌شان حساس بودند، والریوس را متهم کردند که خیال پادشاهی دارد، چه در بالای کوهستان وِلیا دژ مستحکمی برای خودش می‌سازد و کسی را به‌جای بروتوس به‌عنوان کنسول نصب نکرده‌است. والریوس نیز برای رفع این سوءظن توده‌ها دستور به حذف آن سازه داد و قوانینی چند برای حفظ آزادی و جمهوری نوپا تصویب کرد که مهم‌ترینشان «اعدام هرکس که خیالات سلطنت‌طلبانه داشته باشد» و «تظلم کردن از مردم» بود که نه‌تنها او را از اتهامات سلطنت‌طلبی مبری بلکه توده‌ها را از او خرسند کرد، چنان‌که بدو لقب پوبلیکولا دادند که به‌معنای «مردمی، عامی، عوام‌گرا» است. سپس اسپوریوس لوکرتیوس تری‌کیپیتینوس را به‌جای بروتوس به‌عنوان کنسول همکارش برگزید، اما او به‌سبب کهولت سن چند روز بعد درگذشت و والریوس مارکوس هوراتیوس پولویلوس را به جایش نصب کرد.

#### دومین جنگ با سلطنت‌طلبان (۵۰۸ ق. م)
اینبار، خاندان تارکوئینیان به دولت‌شهر دیگری در اتروریا به‌نام کلوسیوم رفت و از لارس پورسنا، پادشاه آن سامان، درخواست حمله به روم جهت بازپس‌گیری تاج‌وتختش را کرد. او برای اقناع پورسنا بدو هشدار داد که اگر رومیانِ جمهوری‌خواه گوشمال نیابند، بقیهٔ دولت‌شهرهای ایتالیا نیز برضد شاهانشان می‌شورند. پورسنا که می‌دانست تارکوئینیوس متکبر اصالتاً اتروسک است و حضور یک شاه اتروسکی‌الاصل بر سریر روم افتخاری برای اتروسکان خواهد بود، خواهشش را پذیرفت و با سپاهی گران روانهٔ روم شد.
در این موقع، باز پوبلیوس والریوس کنسول بود و همکارش تیتوس لوکرتیوس. وقتی اتروسکان به قلمرو کوچک روم رسیدند، رومیان در دفاع از تپهٔ یانیکولوم شکست خوردند و از طریق پل سوبلیکیوس، که بر روی تیبر بود، به داخل شهر عقب نشستند. یکی از محافظان پل به‌نام هوراتیوس کوکلس با دو تن از اشراف روم به نام‌های تیتوس هرمینیوس و اسپوریوس لارکیوس جانانه از پل دفاع کردند و دشمن را سرگرم خود کردند تا همرزمانشان فرصت تخریب پل را داشته باشند. پس از تخریب پل، هوراتیوس به رود تیبر پرید و خود را به روم رساند و دشمن نتوانست، به سبب تخریب پل، به روم دست یابد. پس ناچار به محاصرهٔ شهر پرداخت تا رومیان از گرسنگی تسلیم شوند. کنسول والریوس، فرماندهٔ کل قوای رومیان، تدبیری اندیشید تا دشمن را با یک تله به داخل شهر بکشاند و قتل‌عام کند: دستور داد احشام و گله‌ها را، که غنیمت جذابی برای دشمن می‌بود، در دروازهٔ ازکوئیلینا ــ که دورترین نقطهٔ شهر از دشمن بود ــ رها کنند، و از بَردگانی که از شهر فرار کردند خواست تا خبر آزادسازی احشام را به اتروسکان برسانند. پس شمار بسیاری از اتروسکان، به خیال تصاحب آن احشام، با قایق از رود تیبر گذشتند تا داخل شهر شوند. کنسول والریوس به تیتوس هرمینیوس دستور داد با نیروهایی کم‌شمار در دو مایلی شهر مخفی شود، اسپوریوس لارکیوس را فرمود با جوانانی سبک‌اسلحه در دروازهٔ کولینا منتظر بماند و پس از ظهور دشمن بر او بتازد تا نتواند به‌سوی رود تیبر عقب بنشیند. پس چون والریوس این تله‌ها را چید، خودش و کنسولِ همکارش، تیتوس لوکرتیوس، و نیروهای تحت امرشان نخستین کسانی بودند که با اتروسکان مقابل شدند. پس چون درگیری شد و هرمینیوس صدای جنگ را شنید، از کمینگاهش به بیرون جَست و بر عقبهٔ اتروسکان، که با والریوس سرگرم بودند، تاخت و لارکیوس و افرادش نیز راه عقب‌نشینی را بر ایشان بسته بودند. بدین‌سان، اتروسکانی که به‌خیال به‌غنیمت بردنِ احشام وارد روم شده بودند قتل‌عام شدند.
سپس پورسنا روی به محاصرهٔ شهر آورد تا شاید روم را با تحمیل گرسنگی تسلیم کند. یکی از جوانان رومی به‌نام موکیوس اسکایه‌ولا به‌قصد ترور پورسنا به اردوگاه دشمن رفت. لیکن به‌اشتباه کاتبِ شاه را به‌جای خودِ شاه کشت. پس چون پورسنا از وی بازجویی کرد، او به‌دروغ گفت که «ما سیصد نفر از جوانان روم قسم خورده بودیم که به همین طریق و یکی پس از دیگری بر تو حمله کنیم. قرعهٔ نخستین تلاش ترور به نام من افتاده بود. بقیه نیز برحسب قرعه و در زمان معینِ خودشان حاضر خواهند شد تا وقتی که الههٔ بخت فرصت کشتنت را بدهد.» سپس با سوزاندن دست راستش در آتش به شاه اتروسکان فهماند که رومیان در دفاع از آزادی‌شان سرسختند. این سرسختیِ‌های رومیان در دفاع از جمهوری پورسنا را متأثر کرد؛ پس با رومیان صلح کرد و شجاعتشان را ستود و حتی دوستشان شد و اردوگاهش را جمع کرد و با سپاهش راهی کلوسیوم شد. سال بعد در ۵۰۷ ق. م، باز پوبلیکولا به کنسولی برگزیده شد (سومین کنسولی پیاپی) و همکارش پوبلیوس لوکرتیوس بود. اینبار پورسنا برای آخرین بار تلاشش را برای بازگرداندن تارکوئینیوس به تاج‌وتخت روم کرد، البته تلاشی دیپلماتیک: نمایندگانی به روم فرستاد تا راجع به بازگرداندن تارکوئینیوس به تاج‌وتخت روم مذاکره کنند. اما رومیان محترمانه پاسخ دادند که «برای آخرین‌بار اعلام می‌کنیم که خاندان شاه را نمی‌پذیریم، و حتی برایمان آسان‌تر است که دروازه‌های شهر را بر دشمن بگشاییم تا بر تارکوئینیان.» پورسنا که نمی‌خواست روابط خوبِ جدیدش با رومیان را فدای رفاقت با تارکوئینیان کند، تارکوئینیان را جواب کرد. اینبار، لوکیوس تارکوئینیوس، نومید از کمک اتروسکانِ پورسنا، به لاتینان (همسایگان جنوبی روم) متشبث شد و نزد دامادش اکتاویوس مامیلیوس، پادشاه دولت‌شهر توسکولوم، رفت.

### چهارمین کنسولی و مرگ
در سال ۵۰۵ ق. م، در زمان کنسولی مارکوس والریوس و پوبلیوس پستومیوس رومیان در طی جنگی همسایگان شرقی خود، سابینان، را شکست دادند؛ اما بعد سابینان با نیروی بیشتر مهیای جنگ دیگری شدند. رومیان که می‌ترسیدند از یکسو باز سابینان حمله کنند و از سوی دیگر قوای اکتاویوس مامیلیوس و تارکوئینیان بر روم بتازند و، در نتیجه، در دو جبهه درگیر شوند، برای سال بعد پوبلیوس والریوس را (چهارمین مرتبهٔ کنسولی) با تیتوس لوکرتیوس به کنسولی برگزیدند. این دو دومین شکست متوالی را بر سابینان تحمیل کردند و با برگزاری جشن تریومفوس به روم بازگشتند. سال بعد (۵۰۳)، در زمان کنسولی آگریپا مننیوس و پوبلیوس پستومیوس، پوبلیوس والریوس پوبلیکولا در اوج عزت و افتخار درگذشت. تیتوس لیویوس می‌گوید که در هنگام مرگش چنان فقیر بود که دارایی‌هایش کفاف تأمین هزینه‌های مراسم کفن‌ودفنش را نمی‌داد. پس با جمع‌آوری اعانهٔ دولتی مراسمش را برگزار کردند، و بانوان روم چنان‌که بر بروتوس گریسته بودند، بر پوبلیکولا نیز گریستند.